# Лаванья, Роберто
Роберто Лаванья (исп. Roberto Lavagna; род. 24 марта 1942) — аргентинский экономист и политик, занимал пост министра экономики и производства с 27 апреля 2002 по 28 ноября 2005 года.

## Биография

### Ранние годы жизни и карьера
Лаванья родился в районе Сааведра, Буэнос-Айрес в 1942 году. Его отец, владелец типографии, несколько лет спустя после рождения сына перевез семью в западный пригород Морон. Лаванья поступил в Университет Буэнос-Айреса, где он в 1967 году получил степень по политической экономии.
Затем он получил стипендию для обучения в Бельгии, где ему присвоили степень магистра в области эконометрики и экономической политики. В университете он познакомился с Клодин Марешаль, студенткой из Бельгии, на которой женился в 1970 году, в браке у них было трое детей. Лаванья также имеет почетную докторскую степень, которую получил в Университете Консепсьон-дель-Уругвай.
После избрания кандидата-сторонника Перона Эктора Хосе Кампоры в 1973 году Лаванья был назначен национальным директором по ценовой политике в коммерческом секретариате, а вскоре после этого министром экономики Хосе Бер Гелбардом был назначен директором по политике в области доходов. В этой должности он помогал осуществлять надзор за ключевой политической инициативой «Социального пакта» Гелбарда, целью которой было вовлечение руководства в усилия по контролю над инфляцией при одновременном повышении средней заработной платы. Отставка Гелбарда в ноябре 1974 года привела к вступлению Лаваньи в частный сектор, став членом совета директоров La Cantábrica, сталелитейного завода Морон, до 1976 года. В 1975 году он стал соучредителем аналитического центра Ecolatina, а также с 1980 по 1990 год являлся членом совета Института прикладной экономики и общества (IdEAS).
Лаванья вернулся на государственную службу в качестве министра промышленности и внешней торговли (1985—1987) при президенте Рауль Альфонсине, занимая этот пост, он помог договориться о предварительных торговых соглашениях с Бразилией, которые впоследствии привели к созданию общего рынка стран Южной Америки, Меркосур, в 1991 году. В 2000 году он покинул совет директоров Ecolatina, чтобы принять пост посла на международных экономических конференциях, а также в Европейском союзе.

### Министр экономики

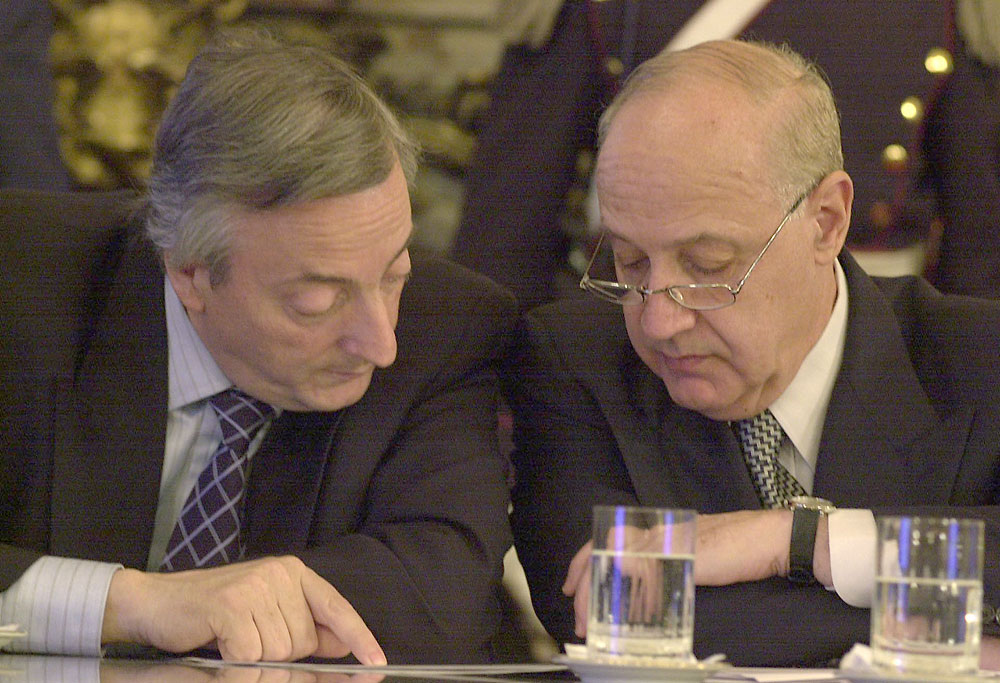
Министр экономики Лаванья и президент Нестор Киршнер, 2004

27 апреля 2002 года Лаванья был назначен министром экономики временным президентом Эдуардо Дуальде. Вступив в должность в разгар экономического кризиса в Аргентине, Лаванья установил приоритет запланированной отмены корралито (лимиты на снятие средств на местном банковском счете) для стабилизации аргентинского песо, которое за четыре месяца упало на 75 %. Это привело его к разногласиям с президентом Центрального банка Аргентинской Республики Марио Блежером, который подал в отставку в июне. Однако песо стабилизировался, когда произошел рост профицита внешней торговли, и доверие к финансовой системе Аргентины вернулось. С декабря 2002 по март 2003 года корралито был прекращён, экономика начала бурное восстановление, а Лаванья был утвержден на своем посту президентом Нестором Киршнером после вступления последнего в должность в мае 2003 года. Лаванья заработал еще большее признание благодаря реструктуризации аргентинского долга, начатой 14 января 2005 года, в результате чего более 76 % дефолтных облигаций государственного долга (стоимостью около 93 миллиардов долларов) существенно сократились.
Несмотря на успех, министр экономики был снят с должности президентом Киршнером 28 ноября 2005 года, после недели упорных слухов, за которыми последовали официальные опровержения. На посту сменила Фелиса Мицели, президент Банка аргентинской нации (которая ушла в отставку в 2007 году из-за скандала с деньгами, называемого прессой «туалетная комната»), и бывшая студентка Лаваньи. Настоящие причины принудительной отставки министра не были обнародованы, хотя в обществе были разные предположения от неудач в борьбе с инфляцией до недавних обвинений Лаваньи в картели против частных компаний, участвующих в контрактах с правительством, которые рассматривались как косвенное нападение на Хулио де Видо, министра общественных работ, приближенного к президенту.
Лаванья только сообщил прессе, что решение президента о его отстранении станет частью общего поствыборного обновления. На следующий день Хосе Пампуро, бывший министр обороны, признал, что отношения между Киршнером и Лаваньей стали «сложными» после выборов, и что ситуация была «напряженной» в течение недели до официального объявления и смещении Лаваньи. Неофициальные источники также указали, что независимость Лаваньи столкнулась с желанием Киршнера иметь однородный кабинет. Его план на первые 100 дней правления был основан на улучшении безопасности и занятости и сокращении бедности

### Кандидат на выборах 2007 и последующие годы
Лаванья сформировала фронт, UNA (Una Nacion Avanzada, «Передовая нация»), чтобы противостоять кандидатуре правительства Кристине Фернандес де Киршнер на президентских выборах в октябре 2007 года. Высокопоставленные члены гражданского радикального союза (UCR), социалисты и перонисты — сторонники бывшего президента Дуальде высказались в поддержку коалиции за кандидатуру Лаваньи, хотя это оказалось спорным во всех трех партиях. Его план на первые 100 дней правления был основан на улучшении безопасности и занятости, а также на сокращении бедности. UCR одобрило Лаванью на первых выборах с момента создания партии в 1892 году, когда UCR участвовала в коалиции, а не выставила своего кандидата. Герардо Моралес, лидер UCR, был назван напарником Лаваньи (миссис Киршнер также имела представителя радикальной партии в качестве своего напарника, губернатора Мендосы Хулио Кобоса). Лаванья и UNA заняли третье место с результатом более трех миллионов голосов и 17 %, уступив Фернандесу и Элисе Каррио, и одержали победу исключительно в провинции Кордова.
После выборов 2007 года Лаванья достиг соглашения со своими бывшими соперниками и провел переговоры с Нестором Киршнером о будущем правящей Хустисиалистской партии (PJ). Ожидалось, что Лаванья станет вице-президентом партии, что представляло собой шаг к расширению базы партии и укреплению правительства Кристины Киршнер. Однако впоследствии он заявил, что не будет вступать в должность в исполнительной власти PJ. Позднее Лаванья стал оппонентом президента Фернандес де Киршнер, а в 2013 году стал соучредителем Unidos Para Cambiar («Едины ради перемен») с тремя ведущими противниками Киршнеризма в PG: губернатором Кордовы Хосе Мануэлем де ла Сота, главой профсоюза CGT Уго Мойяно и федеральным конгрессменом перонистом Франсиско де Нарваес.